# Lince Rugby club
Lince Rugby Club es un club social y polideportivo de la ciudad de San Miguel de Tucumán, Tucumán, Argentina. Es miembro de la Unión de Rugby de Tucumán y su equipo compite en el Torneo Regional del Noroeste.

## Historia
Lince Rugby Club se fundó el 18 de agosto de 1946, en el marco de los primeros años de la Unión de Rugby de Tucumán, por un grupo de amigos que jugaban en Cardenales y Atlético Tucumán. En sus inicios Lince no tenía cancha propia, pero si grandes equipos que competían en gran nivel en el anual tucumano. Los terrenos actuales, dónde se encuentran sus instalaciones, fueron donados por el gobierno provincial en la década de 1970. Además del rugby en el club también se practican otros deportes, como el hockey.

## Rugby
En 1947 disputa por primera vez la Primera División del Anual Tucumano. En 1999 empieza el Torneo Regional del Noroeste, compuesto por los clubes de la Unión de Rugby de Tucumán, Unión Jujeña de Rugby, Unión de Rugby de Salta y Unión Santiagueña de Rugby. Si bien Lince nunca logró coronarse ganador del título, es un participante habitual del torneo del NOA y llegó a participar en los torneos del interior, en sus distintas categorías.Lince es el primer ganador de campeonatos argentinos del NOA, ganando la final del Torneo Nacional de Clubes "B" en el año 2001 a Lomas Athletic Club.
Debido a su ubicación geográfica, a unas cuadras de distancia, Lince tiene una rivalidad deportiva con Cardenales.